# Liste der Biografien/Mim
Liste der Biografien |
Portal Biografien |
Personensuche
# |
A |
B |
C |
D |
E |
F |
G |
H |
I |
J |
K |
L |
M |
N |
O |
P |
Q |
R |
S |
T |
U |
V |
W |
X |
Y |
Z |
?
 
Ma |
Mb |
Mc |
Md |
Me |
Mf |
Mg |
Mh |
Mi |
Mj |
Mk |
Ml |
Mm |
Mn |
Mo |
Mp |
Mq |
Mr |
Ms |
Mt |
Mu |
Mv |
Mw |
Mx |
My |
Mz
 
Mia |
Mib |
Mic |
Mid |
Mie |
Mif |
Mig |
Mih–Mik |
Mil |
Mim |
Min |
Mio |
Mip |
Miq |
Mir |
Mis |
Mit |
Miu |
Miv |
Miw |
Mix |
Miy |
Miz
Die Liste der Biografien führt alle Personen auf, die in der deutschsprachigen Wikipedia einen Artikel haben. Dieses ist eine Teilliste mit 44 Einträgen von Personen, deren Namen mit den Buchstaben „Mim“ beginnt.

## Mim
- Mim, Peter (* 1952), deutscher Pantomime, Dozent und Trainer für Körpersprache und nonverbale Kommunikation

### Mima
- Mima, Kunioki (1945–2025), japanischer Physiker
- Miman, japanische Mangaka
- Mimar Hayreddin, osmanischer Architekt
- Mimaroğlu, İlhan (1926–2012), türkischer Musikjournalist, Komponist und Musikproduzent

### Mimb
- Mimbala, Cédric (* 1986), kongolesischer Fußballspieler
- Mimbelli, Francesco (1903–1978), italienischer Marineoffizier
- Mimberg, Dirk (* 1966), deutscher Behindertensportler

### Mimi
- Mimi (* 1985), britische Sängerin
- Mimi (* 1995), südkoreanische Sängerin, Entertainerin, Model und MC
- Mimi, Constantin (1868–1935), bessarabischer Politiker und Winzer
- Mimiague, Jean-Baptiste (1871–1929), französischer Fechter
- Mimica, Neven (* 1953), kroatischer Politiker und Diplomat
- Mimica, Vatroslav (1923–2020), jugoslawischer Filmregisseur
- Mimica-Gezzan, Sergio (* 1957), US-amerikanischer Regisseur und Filmproduzent
- Mimicat (* 1984), portugiesische Sängerin
- Mimieux, Yvette (1942–2022), US-amerikanische SchauspielerinYvette Mimieux (1942–2022)

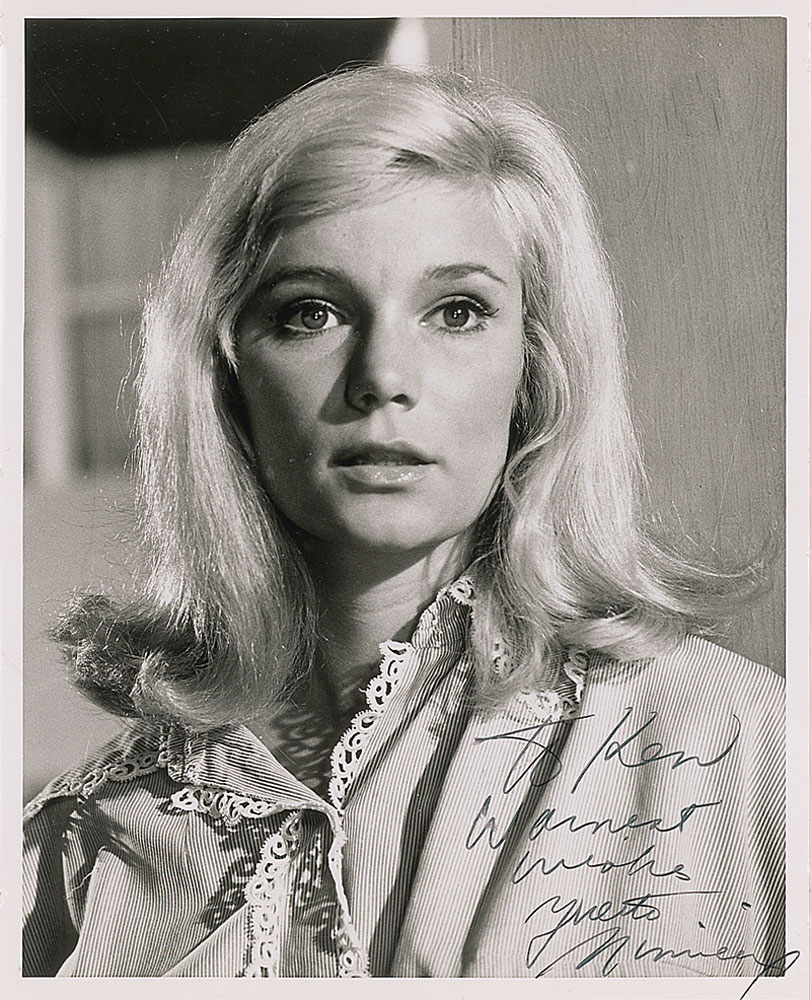
Yvette Mimieux (1942–2022)

- Mimiks (* 1991), Schweizer Rap- und Hip-Hop-Musiker
- Mimino, Usaburō (1891–1974), japanischer Maler im Yōga-Stil

### Mimm
- Mimm, Dennis (* 1983), österreichischer Fußballspieler
- Mimm, Mathias (* 1994), österreichischer Fußballspieler
- Mimmack, Leila (* 1993), britische Schauspielerin
- Mimmi, Marcello (1882–1961), italienischer Geistlicher, Kardinal der römisch-katholischen Kirche
- Mimms, Bobby (* 1963), englischer Fußballtorhüter

### Mimn
- Mimnermos, griechischer Dichter

### Mimo
- Mimoun, Alain (1921–2013), französischer Leichtathlet
- Mimoun, Martin (* 1992), französischer Fußballspieler
- Mimoune, Mohamed (* 1987), französischer Boxer
- Mimouni, Gilles (* 1956), französischer Filmregisseur
- Mimouni, Rachid (1945–1995), algerischer Autor, Lehrer und Menschenrechtsaktivist

### Mimp
- Mimpo, Serge (* 1974), kamerunischer Fußballspieler

### Mimr
- Mimran, Jean-Claude (* 1945), französischer Unternehmer und Kunstsammler

### Mims
- Mims (* 1981), US-amerikanischer Rapper
- Mims, Denzel (* 1997), US-amerikanischer American-Football-Spieler
- Mims, Donna Mae (1926–2009), US-amerikanische Automobilrennfahrerin
- Mims, Holly (1927–1970), US-amerikanischer Boxer
- Mims, Marvin (* 2002), US-amerikanischer American-Football-Spieler
- Mims, Quintin, US-amerikanischer Schauspieler und Model

### Mimu
- Mimura, Kakuichi (1931–2022), japanischer Fußballspieler
- Mimura, Makoto (* 1989), japanischer Fußballspieler
- Mimura, Shingo (* 1956), japanischer Politiker
- Mimura, Takashi (* 1944), japanischer Elektronik-Ingenieur
- Mimura, Yōko (* 1968), japanische Curlerin
- Mimus, Ulrike (* 1961), deutsche Bauchtänzerin